# Legge di Engel
La legge di Engel è una legge economica che indica che la proporzione del reddito di una famiglia consacrato all'alimentazione diminuisce quando il reddito aumenta.
Esaminando le spese di circa 200 famiglie belghe, raccolte da Édouard Ducpétiaux, l'economista tedesco Ernst Engel ha constatato che la proporzione del reddito che viene consacrato all'alimentazione, diminuisce quando il reddito aumenta. Siccome questa relazione è valevole per tutti i paesi, si parla oggi di legge di Engel.
Ciò significa che l'elasticità della domanda rispetto al reddito è inferiore all'unità. Infatti, sia y il reddito, p il prezzo e q la quantità di beni alimentari. La proporzione del reddito consacrato all'alimentazione è:
{\displaystyle \omega ={\frac {p\cdot q}{y}}}
Se questa proporzione diminuisce quando il reddito aumenta la derivata è negativa. Si ha allora:
{\displaystyle {\frac {\mathrm {d} \omega }{\mathrm {d} y}}={\frac {py{\frac {\mathrm {d} q}{\mathrm {d} y}}-pq}{y^{2}}}<0\rightarrow \eta ={\frac {\mathrm {d} q}{\mathrm {d} y}}{\frac {y}{q}}<1}
La legge di Engel è una delle leggi tra le più generali in economia. Tutte le stime effettuate mostrano che la legge è verificata per  i paesi sviluppati come per i paesi in via di sviluppo. Ciò non significa che le elasticità siano uguali. Si trova sovente delle elasticità basse per i paesi sviluppati o per i redditi alti e delle elasticità più alte per i paesi in via di sviluppo o per i redditi bassi.
Si può rappresentare graficamente la relazione tra la spesa per un bene e il reddito. Questa relazione è chiamata curva di Engel.